# Georges Ruggiu
Georges Henri Yvon Joseph Ruggiu (Verviers, Valònia, 12 d'octubre de 1957) va ser un presentador de la ràdio ruandesa Radio Télévision Libre des Mille Collines, que va tenir un paper significatiu en la incitació al genocidi de Ruanda. Com els altres locutors de l'emissora, Ruggiu va incitar a la violència contra els tutsis i hutus moderats des de les ones. Ruggiu es va declarar culpable del càrrec d'incitació a cometre genocidi i en 2000 va ser condemnat a 12 anys de presó pel Tribunal Penal Internacional per a Ruanda. Ha estat l'únic no-ruandès acusat de participar en el genocidi.

## Vida a Bèlgica
La mare de Ruggiu era una mestra belga, el seu pare un bomber italià. Fins als 35 anys va viure a casa i treballava a Verviers, d'antuvi com a "conseller per a joves drogoaddictes i després com a professor per a nens amb deficiències mentals." El 1992 es va traslladar a la ciutat de Lieja, viatjant a Brussel·les per treballar en una oficina de seguretat social. A Lieja "es va fer amic d'un hutu ruandès, es va integrar en la comunitat d'expatriats de Ruanda i aviat va ser vist en companyia de diplomàtics de Ruanda i funcionaris del partit del president Juvénal Habyarimana, el MRND He began visiting Rwanda i va marxar cap a Ruanda el 1993.

## Participació en el genocidi
De gener a juliol de 1994, abans i durant el genocidi, Ruggiu va treballar a Kigali, Ruanda com a periodista i productor de Radio Télévision Libre des Mille Collines (RTLM). Ruggiu no tenia experiència en periodisme i no parlava kinyarwanda. RTLM va ser una de les principals fonts de propaganda extremistesa hutu, emetent vint-i-quatre hores al dia i exhortant obertament al seu públic a matar tutsis i hutus "deslleials".
Ruggiu va escriure i emetre molt contingut d'aquesta naturalesa, afirmant implacablement als seus oients que "les tombes esperaven ser omplertes". Va emetre programes incitant personalment als hutus a cometre homicidis o atacs greus contra rebels tutsis, a qui va anomenava "paneroles". també va encoratjar la persecució contra aquests tutsis, hutus moderats i ciutadans belgues a la zona. El temps en antena cobert per Ruggiu era d'aproximadament el 8% de les emissions de RTLM.
Tot i alguns dels seus defensors han suggerit que Ruggiu no sabia exactament el que estava succeint al seu voltant a Ruanda, aquesta opinió està clarament qüestionada per l'estudiosa del genocidi de Ruanda Alison Des Forges: "És inconcebible que Ruggiu no sabés [què estava passant] ... el to de Mille Collines va esdevenir cada vegada més violents i els testimonis diuen que Ruggiu vivia a la caserna de l'exèrcit a Kigali i menjava al menjador. Ell sortia amb els que van fer la matança."

## Captura, judici i sentència
Després del genocidi Ruggiu fugir a camps de refugiats al Zaire i Tanzània i després a Kenya, on es va convertir al l'islam i va adoptar el nom d'Omar. Ell "es va unir a la comunitat musulmana somali a Mombasa" i que estava "a punt de fugir a l'Iraq" quan va ser arrestat per la policia de Kenya el 1997.

El 23 de juliol de 1997 Ruggiu fou arrestat a Mombasa, a petició del fiscal del Tribunal Penal Internacional per a Ruanda, i fou traslladat a la seu del tribunal a Arusha (Tanzània). Ruggiu va ser acusat d'"incitació directa i pública a cometre genocidi" i "crims contra la humanitat (persecució)". Durant els tres anys de durada del judici, Ruggiu expressar el seu pesar per la seva participació en els esdeveniments, dient: "Admeto que de veritat era un genocidi i que desafortunadament hi vaig prendre part." Ruggiu va reconèixer el seu paper en el genocidi admetent que: 
| « | vaig incitar ... assassinats i causar seriosos atacs contra la integritat física i/o mental dels membres de la població tutsi amb la intenció de destruir, en tot o en part, un grup ètnic o racial. | » |

 Va acceptar la responsabilitat per les seves accions afirmant que algunes persones van morir en Ruanda el 1994, i que en vaig ser responsable i culpable. Ruggiu va detallar les interioritats de Radio Télévision Libre des Mille Collines, indicant que l'emissora era usada per transmetre "la ideologia i plans dels extremistes hutu a Ruanda."
El 15 de maig de 2000 Ruggiu es va declarar culpable de dos càrrecs de l'acusació, i va ser condemnat a dotze anys de presó pel Tribunal Penal Internacional per a Ruanda per incitació a cometre genocidi. Va rebre una sentència relativament curta, després d'acceptar declarar contra 3 sospitosos que suposadament va utilitzar els mitjans de comunicació, principalment RTLM, per alimentar el genocidi a Ruanda. Ruanda va protestar la sentència com a inadecuada.
En febrer de 2008 Ruggiu va ser traslladat a Itàlia per complir la resta de la seva condemna de 12 anys al seu país d'origen. El 21 d'abril de 2009 va rebre llibertat condicional de les autoritats italianes, violant els estatuts del TPIR.